# لوكا سانيالي
لوكا سانيالي فوينتيس (بالإسبانية: Luca Sangalli Fuentes) هو لاعب كرة قدم إسباني في مركز الوسط المهاجم ولد في يوم 10 فبراير 1995 في مدينة سان سيباستيان في اقليم الباسك. يلعب مع نادي ريال سوسيداد ويبلغ طوله 167 سم.